# Chiesa di Santo Stefano (Castiglione d'Intelvi)
La chiesa di Santo Stefano è la parrocchiale di Castiglione d'Intelvi, frazione del comune sparso di Centro Valle Intelvi, in provincia e diocesi di Como; fa parte del vicariato di Castiglione d'Intelvi.

## Storia e descrizione
Situata in località Montronio, fu la prima chiesa battesimale dell’intera Valle Intelvi. L'edificio, risalente a un periodo tra il 1635 e il 1638, fu edificato sui resti di una millenaria chiesa plebana andata distrutta nel 1590 in seguito a uno straripamento del torrente Cazzola. La dedicazione a Santo Stefano protomartire lascia supporre che l'antica chiesa un tempo a tre navate, fu edificata non prima del V secolo. La nuova chiesa fu consacrata dal vescovo Giambattista Mugiasca nel 1775.
Al suo interno, la chiesa conserva un'antica vasca battesimale in serizzo, affreschi di Carlo Innocenzo Carloni, paliotti in gesso ad opera dei maestri intelvesi, un altare del XVIII secolo in marmo e una pala Seicentesca. I dipinti della terza cappella sinistra sono inoltre attribuiti a Giulio Quaglio, mentre quelli della cappella che ospita il ciborio barocco in legno intarsiato sono di Onorato Andina (XIX secolo).